# Epigynopteryx silvestris
Epigynopteryx silvestris är en fjärilsart som beskrevs av Claude Herbulot 1954. Epigynopteryx silvestris ingår i släktet Epigynopteryx och familjen mätare. Inga underarter finns listade i Catalogue of Life.